# Mačkovac (Vrbje)
Mačkovac is een plaats in de gemeente Vrbje in de Kroatische provincie Brod-Posavina. De plaats telt 374 inwoners (2001).